# Oxford (Karolina Północna)
Oxford – miasto w Stanach Zjednoczonych, w stanie Karolina Północna, w hrabstwie Granville.